# Ficus quistocochensis
Ficus quistocochensis är en mullbärsväxtart som beskrevs av C.C.Berg. Ficus quistocochensis ingår i släktet fikonsläktet, och familjen mullbärsväxter. Inga underarter finns listade i Catalogue of Life.